# Viola Reggio Calabria 2001-2002
Questa voce raccoglie le informazioni riguardanti la Viola Reggio Calabria nelle competizioni ufficiali della stagione 2001-2002.

## Stagione
La stagione 2001-2002 della Viola Reggio Calabria è la 12ª nel massimo campionato italiano di pallacanestro, la Serie A.
All'inizio della nuova stagione la Lega Basket decise che le società italiane potevano tesserare fino a sette giocatori stranieri, con anche la caduta della distinzione tra giocatori comunitari ed extracomunitari.

## Roster
Aggiornato al 20 dicembre 2021.
| Viola Reggio Calabria 2001-2002 | Viola Reggio Calabria 2001-2002 |
| Giocatori                       | Staff tecnico                   |
| ------------------------------- | ------------------------------- |

| N. | Naz.                                           | Ruolo | Nome                     | Anno | Alt.   | Peso   |  |
| -- | ---------------------------------------------- | ----- | ------------------------ | ---- | ------ | ------ |  |
| 4  | Francia (bandiera)                             | PG    | Ismaïla Sy               | 1979 | 192 cm | 80 kg  |  |
| 4  | Uruguay (bandiera) · Italia (bandiera)         | G     | Nicolás Mazzarino        | 1975 | 183 cm | 88 kg  |  |
| 6  | Argentina (bandiera) · Italia (bandiera)       | P     | Alejandro Montecchia (C) | 1972 | 180 cm | 86 kg  |  |
| 7  | Italia (bandiera)                              | P     | Stefano Zampogna         | 1981 | 178 cm | 76 kg  |  |
| 7  | Croazia (bandiera)                             | G     | Toni Caktas              | 1981 | 190 cm |        |  |
| 8  | Stati Uniti (bandiera)                         | AC    | Anthony Tucker           | 1969 | 203 cm | 100 kg |  |
| 9  | Polonia (bandiera)                             | AC    | Piotr Karolak            | 1969 | 204 cm |        |  |
| 9  | Jugoslavia (bandiera)                          | GA    | Jugoslav Dašić           | 1980 | 197 cm |        |  |
| 10 | Italia (bandiera)                              | G     | Luca Ansaloni            | 1967 | 196 cm | 93 kg  |  |
| 10 | Stati Uniti (bandiera)                         | AG    | Brian Evans              | 1973 | 203 cm | 100 kg |  |
| 11 | Bosnia ed Erzegovina (bandiera)                | AC    | Dženan Rahimić           | 1974 | 206 cm |        |  |
| 11 | Nigeria (bandiera)                             | C     | Benjamin Eze             | 1981 | 208 cm | 110 kg |  |
| 12 | Costa d'Avorio (bandiera) · Francia (bandiera) | AC    | Marc M'Bahia             | 1969 | 200 cm | 98 kg  |  |
| 12 | Stati Uniti (bandiera)                         | GA    | J.J. Eubanks             | 1968 | 197 cm | 95 kg  |  |
| 13 | Argentina (bandiera) · Italia (bandiera)       | AP    | Carlos Delfino           | 1982 | 198 cm | 96 kg  |  |
| 14 | Stati Uniti (bandiera) · Italia (bandiera)     | G     | John Randazzo            | 1977 | 196 cm |        |  |
| 14 | Stati Uniti (bandiera)                         | AC    | David Vaughn             | 1973 | 206 cm | 109 kg |  |
| 15 | Stati Uniti (bandiera)                         | AG    | Tony Williams            | 1978 | 202 cm | 100 kg |  |
| 18 | Italia (bandiera)                              | P     | Andrea Blasi             | 1965 | 185 cm | 80 kg  |  |
| 19 | Inghilterra (bandiera)                         | C     | Spencer Dunkley          | 1969 | 208 cm | 104 kg |  |
| 20 | Italia (bandiera)                              | AG    | Federico Lestini         | 1983 | 203 cm | 98 kg  |  |
| 20 | Stati Uniti (bandiera) · Irlanda (bandiera)    | C     | Alan Tomidy              | 1974 | 206 cm | 120 kg |  |
|    | Italia (bandiera)                              | P     | Giuseppe Cortese         | 1970 | 182 cm |        |  |
|    | Italia (bandiera)                              | A     | Michele Scola            | 1977 | 197 cm |        |  |
|    | Italia (bandiera)                              | G     | Andrea Bona              | 1978 | 196 cm |        |  |
| -  | Italia (bandiera)                              |       | Paolo Canale             | 1983 |        |        |  |
| -  | Italia (bandiera)                              | PG    | Daniele Davi             | 1983 | 192 cm |        |  |
| -  | Italia (bandiera)                              | GA    | Marco Pensabene          | 1983 | 190 cm |        |  |

| Allenatore                                                     |
| - Tonino Zorzi                                                 |
| Assistente/i                                                   |
| - Nessuno Legenda - (C) Capitano - (IN) Inattivo - Infortunato |

## Mercato

### Sessione estiva
| Acquisti | Acquisti         | Acquisti          | Acquisti   | Acquisti |
| R.       | Nome             | da                | Modalità   |          |
| -------- | ---------------- | ----------------- | ---------- | -------- |
| G        | Carlton Myers    | Fortitudo Bologna | definitivo |          |
| AC       | Dženan Rahimić   |                   | definitivo |          |
| G        | Luca Ansaloni    | Pall. Cantù       | definitivo |          |
| AC       | Marc M'Bahia     | A. Costa Imola    | definitivo |          |
| P        | Giuseppe Cortese |                   | definitivo |          |
| G        | John Randazzo    |                   | definitivo |          |
| AC       | Piotr Karolak    |                   | definitivo |          |
| A        | Michele Scola    |                   | definitivo |          |

| Cessioni | Cessioni          | Cessioni            | Cessioni       | Cessioni |
| R.       | Nome              | a                   | Modalità       |          |
| -------- | ----------------- | ------------------- | -------------- | -------- |
| G        | Carlton Myers     | Virtus Roma         | rescissione    |          |
| C        | Brent Scott       | Amici Pall. Udinese | fine contratto |          |
| G        | Leandro Palladino | Basket Napoli       | fine contratto |          |
| AG       | Thierry Gadou     | Pau-Orthez          | fine contratto |          |
| G        | Sebastiano Grasso | A. Costa Imola      | fine contratto |          |
| P        | Nicolás Gianella  | Gimnasia La Plata   | fine contratto |          |
| C        | Tyrone Washington | Fabriano Basket     | fine contratto |          |
| AG       | Andrew Rice       | Townsv. Crocodiles  | fine contratto |          |
| GA       | Stjepan Stazić    | Traiskirchen Lions  | fine contratto |          |

### Dopo l'inizio della stagione
| Acquisti | Acquisti          | Acquisti       | Acquisti         | Acquisti   |
| R.       | Nome              | da             | Data             | Modalità   |
| -------- | ----------------- | -------------- | ---------------- | ---------- |
| G        | Andrea Bona       | Free agent     | 3 ottobre 2001   | definitivo |
| PG       | Ismaïla Sy        | Free agent     | 5 ottobre 2001   | definitivo |
| AG       | Brian Evans       | Free agent     | 5 ottobre 2001   | definitivo |
| G        | Toni Caktas       |                | 5 ottobre 2001   | definitivo |
| AC       | David Vaughn      | Free agent     | 12 ottobre 2001  | definitivo |
| AC       | Anthony Tucker    | Free agent     | 18 ottobre 2001  | definitivo |
| C        | Benjamin Eze      | Slovan Lubiana | 31 ottobre 2001  | definitivo |
| AG       | Tony Williams     | Free agent     | 31 ottobre 2001  | definitivo |
| P        | Andrea Blasi      | Free agent     | 8 novembre 2001  | definitivo |
| C        | Spencer Dunkley   | Free agent     | 30 novembre 2001 | definitivo |
| GA       | Jugoslav Dašić    |                | dicembre 2001    | definitivo |
| GA       | J.J. Eubanks      | AEL Limassol   | dicembre 2001    | definitivo |
| C        | Alan Tomidy       | Pall. Treviso  | 10 febbraio 2002 | definitivo |
| G        | Nicolás Mazzarino | Welcome        | 20 marzo 2002    | definitivo |

| Cessioni | Cessioni         | Cessioni        | Cessioni         | Cessioni    |
| R.       | Nome             | a               | Data             | Modalità    |
| -------- | ---------------- | --------------- | ---------------- | ----------- |
| G        | Luca Ansaloni    | Pall. Cantù     | 3 ottobre 2001   | rescissione |
| AC       | Piotr Karolak    | Mons-Hainaut    | 11 ottobre 2001  | rescissione |
| G        | Andrea Bona      | Free agent      | 25 ottobre 2001  | rescissione |
| AC       | Dženan Rahimić   | Free agent      | 26 ottobre 2001  | rescissione |
| G        | John Randazzo    |                 | 26 ottobre 2001  | rescissione |
| AC       | Marc M'Bahia     | Roanne          | 30 ottobre 2001  | rescissione |
| P        | Giuseppe Cortese |                 | 6 novembre 2001  | rescissione |
| A        | Michele Scola    |                 | 6 novembre 2001  | rescissione |
| AC       | David Vaughn     | Free agent      | 22 novembre 2001 | rescissione |
| PG       | Ismaïla Sy       | Free agent      | 29 gennaio 2002  | rescissione |
| AG       | Brian Evans      | Free agent      | marzo 2002       | rescissione |
| C        | Spencer Dunkley  | Aveiro Esgueira | 24 aprile 2002   | rescissione |